# Maksay Zsigmond
Maksai Maksay Zsigmond (Maksa, 1850. december 19. – Pécs, 1896. október 21.) magyar matematikus, főreáliskolai tanár.

## Életpályája
Iskoláit a Székelyudvarhelyi református kollégiumban végezte. Egyetemi tanulmányait Kolozsvárott folytatta, amelynek befejezése után a budapesti egyetemen töltött el még egy évet. 1878-tól tanárként működött a Nagykállói Reáliskolában. 1882-ben áthelyezését kérte a pécsi főreáliskolába, ahol korai haláláig tanított.
Mint Fejér Lipót matematikatanára (a pécsi főreálban), ő ismerte fel az ifjú tehetségét. Maksay beszélte rá Lipót édesapját, hogy érdemes fiát matematikai pályára adnia. Kellett is a meggyőző szó, hiszen elemi iskolában még korrepetálni is kellett a kis Weisz Lipótot számtanból.
A Középiskolai Matematikai Lapoknak (KöMaL) elejétől kezdve munkatársa, egyik leglelkesebb támogatója lett. Érdekes eredeti feladatain kívül több cikket is közöltek tőle. Tanítványait is buzdította a KöMaL-ban való feladatmegoldásra. Közülük Visnya Aladár és Fejér Lipót az Eötvös versenyen díjnyertesek lettek (1896, 1897), azonban ezt tanárjuk már nem érte meg. A díjátadáskor Eötvös Loránd meleg szavakkal emlékezett meg róla.